# جاك فرينش (عسكري)
جاك فرينش (بالإنجليزية: Jack French)‏ هو عسكري أسترالي، ولد في 15 يوليو 1914 في Shire of Crows Nest ‏ في أستراليا، وتوفي في 4 سبتمبر 1942 في Milne Bay ‏ في بابوا غينيا الجديدة.